# OVO Sound
October's Very Own (handelsnaam OVO SOUND) is een Canadees platenlabel, opgericht in 2012 in Toronto, Ontario door rapper Drake, zijn vaste producer Noah "40" Shebib en manager Oliver El-Khatib. Het label brengt uit onder Warner Bros. Records.

## Geschiedenis
In 2007 bracht Drake zijn mixtapes Comeback Season en So Far Gone al uit onder het toen nog officieuze label "October's Very Own", omdat hij zonder label zat. Sinds dat moment begon hij OVO verder onder het licht te brengen.
In 2012 werd het label officieel opgericht door Drake, Noah "40" Shebib en Oliver El-Khatib. Net als hoe Rick Ross bij Epic onder contract staat en zijn artiesten op zijn Maybach Music Group onder contract staan bij Atlantic (voorheen bij Warner Bros.), zal Drake als solo-artiest via Young Money/Cash Money bij Republic Records getekend staan, maar de publicaties van zijn artiesten op OVO Sound worden gedistribueerd door Warner Bros.
Bij het oprichten van het label, werden Boi-1da, T-Minus en Mike Zombie als producers getekend. In april 2013 kwam PARTYNEXTDOOR onder contract bij OVO Sound, in augustus werd duo Majid Jordan getekend en in 2014 werd iLoveMakonnen bij het label gehaald. Roy Wood$ werd op 28 juli 2015 getekend bij OVO.  iLoveMakonnen vertrok in april 2016 bij het label, omdat hij zich enkel aan Warner Bros. Records wilde verbinden en OVO zou niet bij zijn stijl hebben gepast.
In februari 2016 tekende het r&b-duo dvsn bij OVO Sound. In juni 2017 kwam daar de mysterieuze Plaza bij.

## Acts

### Huidige artiesten
| Artiest       | Jaar getekend | Publicaties op het label |
| ------------- | ------------- | ------------------------ |
| Drake         | 2012          | 5                        |
| PartyNextDoor | 2013          | 4                        |
| Majid Jordan  | 2013          | 2                        |
| OB O'Brien    | 2013          | —                        |
| Roy Wood$     | 2015          | 3                        |
| dvsn          | 2016          | 1                        |
| Plaza         | 2017          | 1                        |
| Baka Not Nice | 2017          | 0                        |

### Voormalig artiesten
| Artiest       | Jaren getekend | Publicaties op het label |
| ------------- | -------------- | ------------------------ |
| iLoveMakonnen | 2014–2016      | 3                        |

### Producers
| Producer          | Jaar getekend |
| ----------------- | ------------- |
| Noah "40" Shebib  | 2012          |
| Boi-1da           | 2012          |
| T-Minus           | 2012          |
| Mike Zombie       | 2013          |
| Nineteen85        | 2013          |
| Future the Prince | 2015          |

## OVO comité

### OVO Fest
OVO Fest is een, sinds 2010 (toen nog OVO Festival), jaarlijks terugkerend concert gehost door Drake in Toronto.

### OVO Sound Radio
OVO Sound Radio is een tweewekelijks radioprogramma op Beats 1. De show laat voornamelijk relatief nieuwe muziek horen en elke uitzending gaat er wel een nieuw nummer in première. De eerste uitzending van de show was op 11 juli 2015, gehost door Drake en Oliver El-Khatib.

## Discografie

### Studioalbums
| Jaar | Albumgegevens                                                        |
| ---- | -------------------------------------------------------------------- |
| 2013 | Drake – Nothing Was the Same - Uitgebracht: 24 september 2013        |
| 2014 | PARTYNEXTDOOR – PARTYNEXTDOOR TWO - Uitgebracht: 28 juli 2014        |
| 2016 | Majid Jordan – Majid Jordan - Uitgebracht: 5 februari 2016           |
| 2016 | dvsn – Sept. 5th - Uitgebracht: 27 maart 2016                        |
| 2016 | Drake – VIEWS - Uitgebracht: 29 april 2016                           |
| 2016 | Roy Wood$ – Waking at Dawn - Uitgebracht: 1 juli 2016                |
| 2016 | PARTYNEXTDOOR – PARTYNEXTDOOR 3 (P3) - Uitgebracht: 12 augustus 2016 |

### Extended plays
| Jaar | Albumgegevens                                                   |
| ---- | --------------------------------------------------------------- |
| 2013 | PARTYNEXTDOOR – PARTYNEXTDOOR - Uitgebracht: 1 juli 2013        |
| 2014 | Majid Jordan – A Place Like This - Uitgebracht: 17 juli 2014    |
| 2014 | PARTYNEXTDOOR – PNDCOLOURS - Uitgebracht: 3 december 2014       |
| 2014 | iLoveMakonnen – iLoveMakonnen - Uitgebracht: 15 december 2014   |
| 2015 | Roy Wood$ – Exis - Uitgebracht: 31 juli 2015                    |
| 2015 | iLoveMakonnen – ILoveMakonnen 2 - Uitgebracht: 20 november 2015 |

### Mixtapes
| Jaar | Albumgegevens                                                                |
| ---- | ---------------------------------------------------------------------------- |
| 2015 | Drake – If You're Reading This It's Too Late - Uitgebracht: 13 februari 2015 |
| 2015 | iLoveMakonnen – Drink More Water 5 - Uitgebracht: 31 maart 2015              |
| 2015 | Drake & Future – What a Time to Be Alive - Uitgebracht: 20 september 2015    |